# Shin Jong-kook
Shin Jong-kook (hangul: 신종국; nascido em 8 de setembro de 1993), anteriormente conhecido como Jongkook (hangul: 신종국), é um cantor e ator sul-coreano. Ele ficou popularmente conhecido por ter sido integrante do grupo masculino Speed, formado pela MBK Entertainment.

## Carreira

### Antes da estreia
Em 2011, Jongkook ficou em primeiro lugar na competição Superstar K3.

### Speed
Em 4 de novembro de 2011, a MBK Entertainment revelou Jongkook como novo membro da unidade masculina do grupo Coed School, Speed. A unidade realizou sua primeira apresentação ao vivo no programa musical Music Bank em 17 de fevereiro de 2012. Apesar de ser considerada a unidade masculina do Coed School, em 2013 a MBK Entertainment anunciou que não havia planos para um retorno de Coed School, portanto as unidades Speed e F-ve Dolls se tornariam grupos independentes. Em meados de 2015, foi anunciado a separação do Speed após o perfil do grupo ser removido do site oficial da MBK Entertainment. Apesar das circunstâncias, nenhum anúncio oficial da gravadora foi feito.

### Carreira solo
A cantora Yangpa retornou em abril de 2012 com o lançamento do extended play, que possui diversos singles colaborativos com outros cantores, incluindo Jongkook. A colaboração com Jongkook, intitulada Parting Is All The Same, é uma nova versão do single Love Is All The Same, colaboração com Haerin (do Davichi), e Nayeon (do F-ve Dolls). Jongkook realizou uma aparição no drama Lights And Shadows. Em 2014, Jongkook colaborou com a cantora e colega de gravadora Shannon para o lancamento do single You Remember.

## Discografia
| Ano  | Álbum        | Canção                  | Notas                     |
| ---- | ------------ | ----------------------- | ------------------------- |
| 2012 | Together     | Parting Is All The Same | com Yangpa                |
| 2014 | Remember You | Remember You            | com Shannon               |
| 2015 | White Snow   | Don't Forget Me         | MBK Entertainment Project |

## Filmografia

### Dramas
| Ano  | Título             | Emissora | Papel          | Notes                 |
| ---- | ------------------ | -------- | -------------- | --------------------- |
| 2012 | Lights And Shadows | MBC      | Power Vocalist | Participação especial |
| 2014 | My Dear Cat        | KBS1     |                | Participação especial |

### Programas de variedades
| Ano  | Emissora | Título       | Função      | Notas                                                   |
| ---- | -------- | ------------ | ----------- | ------------------------------------------------------- |
| 2011 | Mnet     | Superstar K3 | Concorrente | Antes da estreia oficial como integrante do Coed School |